# هانز اسباير
هانز اسباير (بالألمانية: Hans Speier)‏ (3 فبراير 1905 - 17 فبراير 1990) هو عالم اجتماع أمريكي من أصل ألماني.

## حياته

### في ألمانيا- قبل الهجرة
التحق هانز بمدرسة هيلمهولتز المتوسطة في برلين، وحصل على شهادته في عام 1923. وبسبب إصرار والده، بدأ التدريب على العمل المصرفي، وبدأ بحضور المحاضرات في جامعة فريدريش فيلهلم قبل بدء الدوام الفعلي، وبعد سنة واحدة قرر التخلي عن كونه مصرفي والإستمرار في دراسة الرياضيات، والسياسة، والتاريخ في الصباح قبل حصص الفلسفة.
بعد عام 1925، تخصص هانز في علم الاجتماع والاقتصاد واهتم بدراسة الفلسفة والتاريخ في جامعة هايدلبرغ. حصل على شهادة الدكتوراه على رسالته فلسفة التاريخ في عام 1929 بعد ستة فصول دراسيه، حيث كان أول طالب لعالم الاجتماع كارل مانهايم يحصل على شهادة الدكتوراه.
عمل هانز محرر للعلوم الاجتماعية في دار النشر أولستاين في برلين في عام 1929، وذلك بسبب الدعم الذي تلقاه من رودولف هيلفردينغ، وشغل منصب أستاذ علم الاجتماع في المدرسة الألمتنية للسياسة "Deutsche Hochschule für Politik" في عام 1931، وعمل مساعد إميل يدرر في جامعة فريدريش فيلهلم في عام 1932. ولكن تم إغلاق الجامعة الألمانية للسياسة "Deutsche Hochschule für Politik" على يد النازين، وخسرت زوجته جورجليا عملها لأنها يهودية. في سبتمبر عام 1933، تبه هانز أستاذته إميل يدرر إلى الولايات المتحدة، ولحقته زوجته وابنته بعد ذلك في أكتوبر 1933.

### الولايات المتحدة- بعد الهجرة
عاش هانز في نيويورك منذ 1933-1942 ومنذ 1947-1948، وعمل أستاذ علم الاجتماع السياسي في المدرسة الجديدة للبحوث الاجتماعية، وعمل خلال الحرب العالمية الثانية وفي سنوات ما بعد الحرب فقط كمتخصص بالدعاية، ثم عمل خبير ألماني لحكومة الولايات المتحدة. ألقى هانز محاضرات في جامعة إلينوي (1941) وجامعة ميشيغان (1941). في عام 1948، أصبح أول مدير قسم العلوم الاجتماعية في مؤسسة راند، وهو المنصب الذي شغله لنحو 15 عاما. في عام 1959، تم انتخابه للأكاديمية الأمريكية للفنون والعلوم. من عام 1969 حتى عام 1973، تبع الأستاذ روبرت ماكلفر، أستاذ علم الاجتماع والحكومة في جامعة ماساتشوستس في أمهرست. وفي عام 1976، عاد كأستاذ زائر في المدرسة الجديدة للبحوث الاجتماعية. عاش في هارتزديل، نيويورك. توفي خلال عطله أمضاها في فلوريدا.

## عمله في العلوم الإجتماعية
اهتم هانز في جميع مراحل حياته الأكاديمية بدراسة علم الاجتماع وعلم الاجتماع الفكري، واهتم بالماركسية على وجه الخصوص. في عام 1930، عمل مع فريق من الباحثين الاجتماعين، ولكن لم يتم نشر نتائج الأبحاث التي قاموا بها بسبب النازيين في عام 1933، ولكن في عام 1939 تم نشر نسخ لعدة فصول من البحث في اللغة الإنجليزية، ولم يتم نشر كتاب الأبحاث كامل في ألمانيا حتى عام 1977، ولم يترجم إلى اللغة الإنجليزية حتى عام 1986. اهتم هانز بعد هجرته إلى الولايات المتحدة بالقضايا العسكرية وعلم الاجتماع قبل الحرب.